# Stethynium notatum
Stethynium notatum är en stekelart som beskrevs av Girault 1915. Stethynium notatum ingår i släktet Stethynium och familjen dvärgsteklar. Inga underarter finns listade i Catalogue of Life.